# Marjosaari (ö i Lappland)
Marjosaari är en ö i Finland. Den ligger i Torne älv och i kommunen Övertorneå i den ekonomiska regionen  Tornedalens ekonomiska region  och landskapet Lappland, i den norra delen av landet, 700 km norr om huvudstaden Helsingfors. Öns area är 70,7 hektar och dess största längd är 1,8 kilometer i sydväst-nordöstlig riktning.